# Takehiro Watanabe
Pour les articles homonymes, voir Watanabe.
Takehiro Watanabe (渡 部 剛 弘, Watanabe Takehiro), né le 13 juillet 1993 à Aizuwakamatsu, est un coureur du combiné nordique japonais.

## Carrière
Il entre en équipe nationale en 2012, en participant à la Coupe continentale.
Après de bons résultats obtenus aux Championnats du monde junior 2013 (3e par équipes, 5e et 6e en individuel), il prend le départ de sa première épreuve de Coupe du monde en mars 2013 à Lahti et marque ses premiers points en 2014 dans la même localité (27e). 
Il prend part aux Championnats du monde 2015 et 2017, où il est notamment quatrième par équipes.
En février 2016, il obtient son premier top 10 en Coupe du monde à Trondheim (9e). Son meilleur résultat est septième à deux reprises à Sapporo en février 2017.
En 2018, alors qu'il est sélectionné pour les Jeux olympiques de Pyeongchang, il ne prend part à aucune épreuve.
Mis à part deux épreuves FIS en 2019, il ne concourt plus au niveau international après 2018.

## Palmarès

### Championnats du monde
| Épreuve / Édition | Épreuve / Édition | Falun 2015 | Lahti 2017 |
| Gundersen         | PT + 10 km        | -          | 34e        |
| Gundersen         | GT + 10 km        | 28e        | 19e        |
| Par équipes       | PT                | -          | 4e         |
| Par équipes       | Sprint            | -          | -          |

### Coupe du monde
- Meilleur classement général : 30e en 2016.
- Meilleur résultat individuel : 7e.

#### Classements en Coupe du monde
| Année     | Classement général final |
| 2013-2014 | 78e                      |
| 2014-2015 | 49e                      |
| 2015-2016 | 30e                      |
| 2016-2017 | 32e                      |
| 2017-2018 | 35e                      |

### Championnats du monde junior
- Médaille de bronze par équipes à Liberec en 2013.

### Universiades
- Médaille d'argent par équipes à Štrbské Pleso en 2015.